# Юніон Тауншип (округ Ері, Пенсільванія)
Юніон Тауншип (англ. Union Township) — селище (англ. township) в США, в окрузі Ері штату Пенсільванія. Населення — 1541 особа (2020).

## Демографія
Згідно з переписом 2010 року, у селищі мешкало 1655 осіб у 619 домогосподарствах у складі 477 родин. Було 674 помешкання
Расовий склад населення:
| - 99,4 % — білих - 0,3 % — чорних або афроамериканців - 0,1 % — корінних американців - 0,1 % — азіатів |

До двох чи більше рас належало 0,2 %. Частка іспаномовних становила 0,4 % від усіх жителів.
За віковим діапазоном населення розподілялося таким чином: 23,4 % — особи молодші 18 років, 60,5 % — особи у віці 18—64 років, 16,1 % — особи у віці 65 років та старші. Медіана віку мешканця становила 43,4 року. На 100 осіб жіночої статі у селищі припадало 103,3 чоловіків;  на 100 жінок у віці від 18 років та старших — 102,2 чоловіків також старших 18 років.
Середній дохід на одне домашнє господарство  становив 62 817 доларів США (медіана — 52 109), а середній дохід на одну сім'ю — 67 367 доларів (медіана — 56 250). Медіана доходів становила 41 750 доларів для чоловіків та 31 250 доларів для жінок. За межею бідності перебувало 10,0 % осіб, у тому числі 14,2 % дітей у віці до 18 років та 7,1 % осіб у віці 65 років та старших.
Цивільне працевлаштоване населення становило 795 осіб. Основні галузі зайнятості: освіта, охорона здоров'я та соціальна допомога — 24,5 %, виробництво — 22,3 %, роздрібна торгівля — 14,3 %, мистецтво, розваги та відпочинок — 7,4 %.